# 1286 Banachiewicza
Az 1286 Banachiewicza (ideiglenes jelöléssel 1933 QH) a Naprendszer kisbolygóövében található aszteroida. Sylvain Arend fedezte fel 1933. augusztus 25-én, Uccleban. Tadeusz Banachiewicz lengyel csillagászról nevezték el.